# Благодатный (Палласовский район)
Благода́тный — упразднённый хутор во Палласовском районе Волгоградской области России. Входил в Палласовский поселковый совет.

## История
Основан на базе совхоза «Палласовский» Палласовского поселкового Совета. Официально образован решением исполкома Волгоградского областного (сельского) Совета депутатов трудящихся от 29 октября 1964 года № 29/430 § 33 «О регистрации и наименовании вновь возникших населённых пунктов в некоторых районах области».
Упразднён решением исполнительного комитета Волгоградского областного Совета депутатов трудящихся от 10 января 1973 года № 2/21 «Об исключении из учётных данных некоторых населённых пунктов области».
Жители хутора переселились в г. Палласовка (ГУ «ГАВО». Ф.Р — 2115. Оп.11. Ед.хр.597. Л.54-64)